# Plesianthidium bruneipes
Plesianthidium bruneipes là một loài Hymenoptera trong họ Megachilidae. Loài này được Friese mô tả khoa học năm 1913.